# IC 1144
IC 1144 ist eine linsenförmige Galaxie vom Hubble-Typ E-S0 im Sternbild Herkules am Nordsternhimmel. Sie ist schätzungsweise 546 Millionen Lichtjahre von der Milchstraße entfernt.
Das Objekt wurde am 7. Juni 1890 von Lewis Swift entdeckt.